# Marina Martsynovskaya
Marina Martsynovskaya (1973) is een Franse schaakster met een FIDE-rating van 2369 in 2005. Zij is een damesmeester.
- Van 15 t/m 27 aug. 2005 speelde zij mee in het toernooi om het kampioenschap van Frankrijk en eindigde ze met 5 punten op de zesde plaats.